# Kawriolet
Kawriolet – miesięcznik graficzno-literacki przygotowywany i wydawany w niewielkim nakładzie przez krakowskie środowisko literackie spotykające się w kawiarni Rio w Krakowie, od 1959 roku będącej miejscem spotkań krakowskiego środowiska artystycznego. Treść Kawrioletu to przede wszystkim: wiersze, poetyckie żarty, recenzje wystaw oraz wywiady z twórcami. Rozprowadzany jest w formie egzemplarzy bezpłatnych na prawach rękopisu. Założycielem i pierwszym redaktorem naczelnym Kawrioletu był Andrzej Dawidowicz.